# U 556

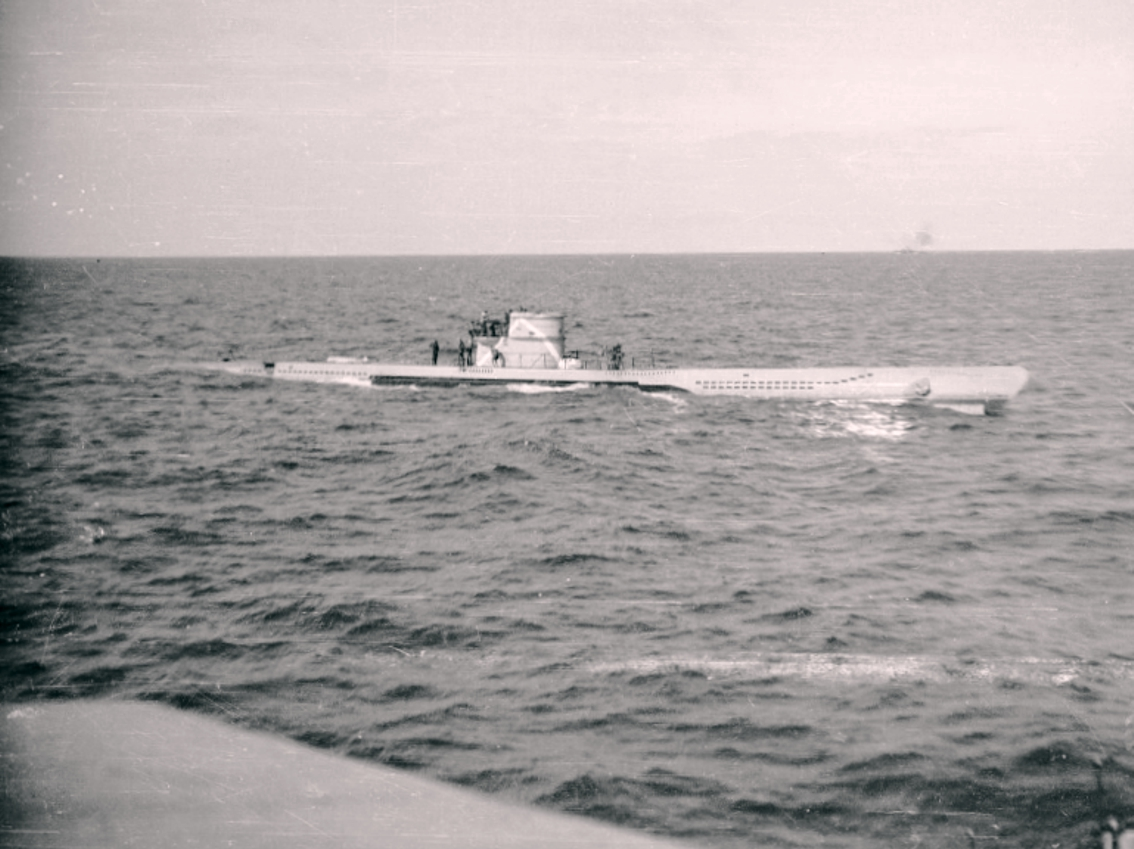
U660, wie U556, beide U-Boote des Typs VII C.

U 556 war ein deutsches U-Boot, das während des Zweiten Weltkriegs im Rahmen des U-Boot-Krieges eingesetzt wurde.

## Technische Daten
Die Hamburger Werft Blohm & Voss wurde erst nach Beginn des Krieges mit dem Bau von U-Booten beauftragt. U 556 gehörte zum ersten Bauauftrag, der an diese Werft erging und insgesamt acht Boote vom Typ VII C umfasste. Ein U-Boot dieses Typs hatte eine Länge von 67 m und unter Wasser eine Verdrängung von 865 m³. Es wurde über Wasser von zwei Dieselmotoren angetrieben, die eine Geschwindigkeit von 17 kn gewährleisteten. Unter Wasser erbrachten zwei Elektromotoren eine Geschwindigkeit von 7 kn. Die Bewaffnung bestand bis 1944 aus einer 8,8 cm Kanone und einer 2,0 cm Flak an Deck, sowie vier Bugtorpedorohren und einem Hecktorpedorohr.

## Kommandant
Herbert Wohlfarth wurde am 5. Juni 1915 in Kanazawa geboren und trat im März 1933 als Offiziersanwärter in die Reichsmarine ein. Nach Ausbildungs- und Lehrgangsfahrten auf dem Leichten Kreuzer Karlsruhe und dem Tender Nordsee wurde er im Juli 1934 zum Fähnrich zur See befördert. In den Jahren 1935 und 1936 fuhr Herbert Wohlfarth auf der Admiral Graf Spee. Er wurde im April 1936 zum Oberfähnrich zur See, im Oktober desselben Jahres zum Leutnant zur See und im Juli des darauf folgenden Jahres – im Mai war er in die U-Bootwaffe eingetreten – zum Oberleutnant zur See befördert. Seine ersten Feindfahrten absolvierte er im Jahr 1939 als Wachoffizier auf U 16. Im Oktober dieses Jahres wurde ihm das Eiserne Kreuz II. Klasse verliehen. Im selben Monat erhielt er das Kommando auf U 14, mit dem er sechs Feindfahrten in der Nordsee unternahm. Anschließend erhielt er das Kommando auf U 137. Im Oktober 1940 wurde Herbert Wohlfarth zum Kapitänleutnant befördert, gleichzeitig erhielt er das Eiserne Kreuz I. Klasse. Im Juni 1941 wurde er Kommandant des neu gebauten U 556. Auf der ersten Feindfahrt mit diesem Boot gelang ihm die Versenkung von sechs Schiffen. Am 19. Mai 1941 wurde ihm das Ritterkreuz zum Eisernen Kreuz verliehen. Als die Besatzung U 556 während der zweiten Feindfahrt selbst versenkte, war Herbert Wohlfarth der dritte Ritterkreuzträger der U-Bootwaffe, der in Gefangenschaft geriet.

## Geschichte
U 556 war ein Boot vom Typ VII C – ein sogenanntes „Atlantikboot“. Es patrouillierte unter dem Kommando des Ritterkreuzträgers Herbert Wohlfarth auf zwei Feindfahrten im Nordatlantik, sowie südlich von Island und wurde Zeuge des letzten Gefechts der Bismarck.

### Geleitzugschlachten
Am 1. Mai 1941 brach U 556 von Kiel aus zu seiner ersten Feindfahrt auf. Vorgesehenes Einsatzgebiet war der Nordatlantik südlich von Island. Bereits auf der Anfahrt in das Operationsgebiet versenkte Kommandant Wohlfarth einen Fischer von Färöer mit Granatenbeschuss. Der Schoner mit 166 BRT wurde das erste Opfer von U 556. Wenige Tage später griff das Boot in die Geleitzugschlacht um OB 318 ein, einem Konvoi, der sich auf dem Rückweg von den britischen Inseln in Richtung Nordamerika befand und bereits von U 110, U 201 und anderen U-Booten attackiert wurde. Am 10. Mai meldete Kommandant Wohlfarth zwei Versenkungen – tatsächlich hatte U 556 aber nur einen Dampfer getroffen, der zudem lediglich beschädigt wurde und noch aus eigener Kraft Island erreichen konnte. Später am Tag gelangen Kommandant Wohlfarth zwei tatsächliche Versenkungen:
- britischer Dampfer Empire Caribou (4661 BRT) mit Torpedo versenkt (Lage)
- belgischer  Dampfer Gand (5086 BRT) mit Torpedo getroffen und mit Artillerie versenkt (Lage)

Am 19. Mai entdeckte Kapitänleutnant Herbert Kuppisch, der Kommandant von U 94, der zwei Wochen zuvor bereits OB 318 aufgespürt hatte, den Geleitzug HX 126 südlich von Grönland. Aus diesem Geleitzug versenkte Kommandant Wohlfarth drei Schiffe.
- britischer Frachter Darlington Court (4974 BRT) mit Torpedo versenkt (Lage)
- britischer Dampfer  Cockaponset (5995 BRT) mit Torpedo versenkt (Lage)
- britisches Tankschiff British Security (8470 BRT) mit Torpedo versenkt (Lage)

### Zur Untätigkeit verdammt
Am 26. Mai 1941 traf U 556 auf die britische Kampfgruppe, welche die Bismarck verfolgte. Kommandant Wohlfarth identifizierte ein „Schlachtschiff der King-George-Klasse“, die King George V, und einen „Flugzeugträger, wahrscheinlich Arc Royal“, tatsächlich die Ark Royal, welche seinen Kurs direkt kreuzten. Zu diesem Zeitpunkt hatte U 556 bereits keine Torpedos mehr, so dass Kommandant Wohlfarth keine Möglichkeit zum Angriff hatte. Das Boot setzte Positionsmeldungen ab und sendete Peilzeichen, um die U-Bootführung auf die Entdeckung aufmerksam zu machen und gegebenenfalls weitere U-Boote heranzuführen. Bis zum nächsten Morgen blieb U 556 bei schwerer See vor Ort und wurde so Zeuge der letzten Schlacht der Bismarck, ohne selbst eingreifen zu können. Gegen vier Uhr morgens entschied sich der Kommandant für den Rückmarsch, da der Treibstoff knapp wurde.

### Versenkung
Bei der Jagd auf den alliierten Geleitzug HX 133 entschloss sich Kommandant Wohlfarth zu einem Überwasserangriff. U 556 wurde von der britischen Korvette Nasturtium entdeckt, bevor es angreifen konnte, und tauchte zunächst  wieder ab. Nachdem das Boot durch Wasserbomben der Nasturtium beschädigt worden war, entschloss sich Kommandant Wohlfarth erneut aufzutauchen und sich dem Angreifer an der Wasseroberfläche zu stellen. Dort wurde U 556 nicht nur von der einen britischen Korvette, sondern auch von der Celandine und der Gladiolus erwartet, die aus kurzer Distanz das Feuer auf den U-Bootturm eröffneten und einige Besatzungsmitglieder töteten. Bis auf den Leitenden Ingenieur, der die Versenkung des Bootes sicherstellen sollte, gingen alle Besatzungsmitglieder daraufhin von Bord. Ein von der Gladiolus entsandtes Enterkommando gelangte bis in den Turm von U 556, zog sich dann aber zurück, da die Zentrale bereits geflutet war, und das U-Boot sehr schnell sank (Lage). Kommandant Wohlfarth und 39 Männer seiner Besatzung wurden von der Gladiolus aufgenommen. Es gab 5 Tote.